# هيني نوي تي بو

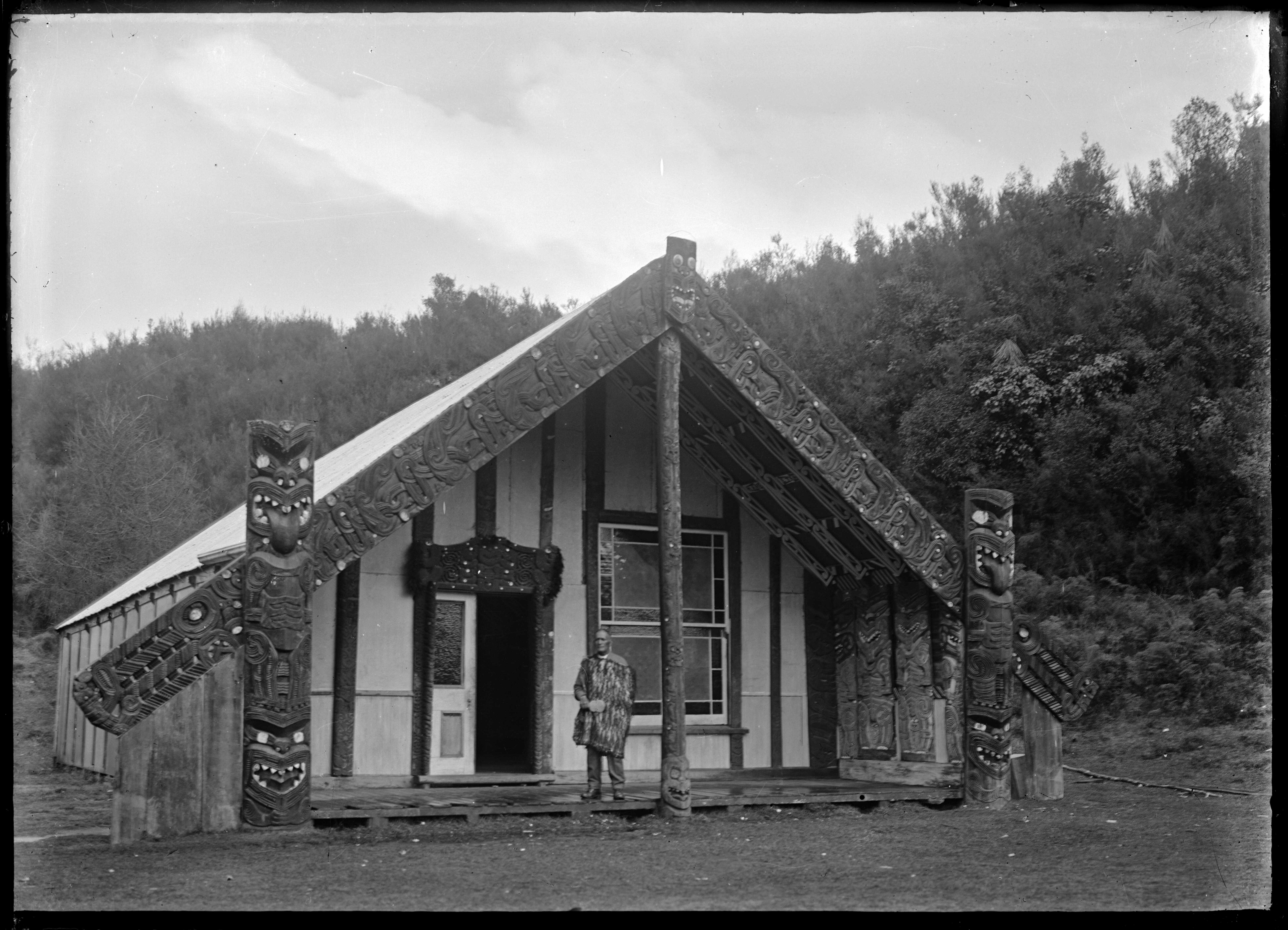
الوصف: يقف الزعيم واتانوي خارج دار هيني نوي تي بو في تي وايتي. يرتدي كاكاهو (عباءة) ويحمل كوتياتي (باتو على شكل كمان، أو عصا). التقط الصورة ألبرت بيرسي جودبر في أكتوبر 1930.

هيني نوي تي بو (بالإنجليزية: Hine- nui - te - Po)‏ الربة البولينيزية المختصة بالليل والظلام والموت ملكة العالم السفلي. تسمى «سيدة الليل العظمی». إنها ابنة تاني Tane وهينا Hina. عندما علمت أن تاني الذي اتخذها زوجة؛ كان أباها أيضا، هربت إلى العالم السفلي، وصارت تحكمه منذ ذلك الوقت. وحسب أسطورة ماورية، حاول البطل ماوي Maui أن يجلب الخلود للبشرية بالزحف والدخول في جسد هينا النائم، ولكنها استيقظت على أثر ضحكة صدرت من طائر مغرد، فضغطت عليه بفرجها حتى سحقته. كان ماوي أول رجل يموت في الأرض، فصار الناس يفنون بعده.